# Aleksandar Obradović (književnik)
Aleksandar Obradović (12. januar 1956, Sarajevo, FNRJ) je jugoslovenski književnik i slikar.

## Biografija
Nakon studija žurnalistike i filozofije i dvogodišnje saradnje u dnevnim novinama "Oslobođenje", radio je kao urednik redakcije za kulturu programa "Sarajevo 202", Radio Televizije Sarajevo, gde je, istovremeno se baveći publicistikom i novinarstvom, ostao do početka rata u Bosni. U tom periodu završio je post-diplomski studij Estetike na Filozofskom fakultetu u Beogradu, objavio brojne kratke priče, eseje i stihove i učestvovao u realizaciji nekoliko predstava na binama sarajevskih teatara.
Napustivši ratom zahvaćenu zemlju, nastanio se 1992. u Frankfurtu na Majni, gde je obavljao različite poslove - kao kuhar, izbacivač u klubovima i telohranitelj. Nakon kraće saradnje u dnevnim novinama dijaspore "Vesti", preuzima mesto glavnog i odgovornog urednika nedeljnog časopisa "Spona". Ubrzo potom, objavio je svoj prvi roman "Na čijoj je strani Valter", autobiografsku pripovest o iskustvu rata u svojoj domovini. Sledi roman "Ikarov san", čiji sadržaj čine dve simultane priče - jedna izbjeglička u tuđini i jedna ratna u Sarajevu. Na osnovu literarnog stvaralaštva primljen je u članstvo Udruženja književnika Srbije. Pisac nastavlja svoj novinarski rad kao urednik inostranog izdanja beogradskog dnevnog lista "Ekspres Politika" i ujedno izlaže svoje slike, uglavnom akvarele, nastale u periodu njegovog boravka u Nemačkoj. Za svoj literarni opus dobija tri Zlatna i jedan Srebreni "Orfej", Udruženja pisaca 7 iz Frankfurta (Podružnica Udruženja književnika Srbije) i Posebnu nagradu za književnost "Dečjih novina" iz Gornjeg Milanovca. Krajem 1999-te uvršten je u Antologiju savremenih bosansko-hercegovačkih pisaca pod nazivom "Evakuacija" i u izdanju "Feral Tribune" iz Splita. Ova Antologija je objavljena i u izdanju austrijskog izdavača "Drava Verlag", a pod nazivom "Das Kind, Die Frau, Der Soldat, Die Stadt" (Dete, Žena, Vojnik, Grad).
Krajem 2002. seli se za Minhen i ponovo počinje da radi u svom prvobitnom mediju, kao urednik Balkanske redakcije Radio programa "Lora" i istovremeno, kao organizator kulturnih manifestacija u okviru udruženja "Jugoslovensko-nemačkog prijateljstva". Tu objavljuje zbirku poezije "U tuđem žardinu" i roman na nemačkom jeziku "Im Schatten des Regenbogens". Slijedi teoretska studija iz oblasti estetike likovne umjetnosti -"Oslobođenje forme i likovni formalizam". Na osnovu uspeha ostvarenog izlaganjem akvarela i slika u ulju, na četiri samostalne i jednoj zajedničkoj izložbi, biva uvršten i u internacionalni katalog umetnika Akademije nacija, pod nazivom "Hände schaffen Heimat" (Ruke stvaraju domovinu).
Nakon 2000.-te, Obradović se kao autor bavi i snimanjem dokumentarnih filmova i reportaža, u okviru produkcijske firme "Preview Production" i između ostalog, učestvuje u realizaciji prvih epizoda serije "Die Ludolfs", Pro7 reportaže "Die Gangs von Frankfurt" (Bande Frankfurta) i BR reportaže "Mit Alah im Kampf um Öl" (Sa Alahom u borbu za naftu).
Sa istekom prve decenije novog milenija, a nakon pune četiri godine pisanja, autor objavljuje poslednju knjigu antiratne trilogije pod nazivom "O Bogu i klikerima". On u njoj podiže optužbu protiv ratnog zločina, protiv svakog zločina na nivo kolektivne savjesti i prisiljava nas na vlastito promišljanje o porijeklu i uzusima zla. Svojim romanom navodi nas na iskorak iz samodovoljnosti toplog i sigurnog kućišta, opominjući nas na egzistenciju mračne strane svakidašnjice i na istoriju koja se, bez korišćenja stečenog iskustva, neminovno ponavlja.
Kratke priče i stihovi iz piščevog Bloga, posvećenog onom predratnom Sarajevu, čije slike brižno čuva u svom nasušnom prtljagu vječnog putnika i pravcem kojeg nikada nije rušio mostove, našli su mjesto u njegovoj sedmoj knjizi „U potrazi za izgubljenim gradom“, koja je objavljena u ljeto 2016. godine.
Sa kratkim pričama, objavljenim krajem 2017. kao logičan nastavak prethodne knjige, on osmišljava i gradi sasvim novi ishod svojoj “Nedovršenoj bajci”, onoj sarajevskoj, te tako otvara virtualnu i prema vlastitoj viziji konstruisanu prošlost, kako uostalom i priliči bajkama. Samo godinu dana kasnije pojavljuje se i poslednja knjiga "Sarajevske trilogije", simbolično nazvana "Pod staklenim zvonom", pri čemu autor aludira na bezbrižna vremena odrastanja u jugoslovenskom okruženju. I u ovoj knjizi on ostaje veran svom pomalo nostalgičnom i poetskom kazivanju prošlosti.

## Dela
- Na čijoj je strani Valter, 1995.
- Ikarov san, 1996.
- Im Schatten des Regenbogens, 2004.
- U tuđem žardinu, 2004.
- Oslobođenje forme i likovni formalizam, 2006.
- O Bogu i klikerima, 2010.
- Von Gott und Murmeln, 2012.
- U potrazi za izgubljenim gradom, 2016.
- Nedovršena bajka, 2017.
- Pod staklenim zvonom, 2018.

## Izložbe
- Izložba slika, Umjetnička kolonija Počitelj, 15.05.1979
- Crteži, Klub KUD Sloga, Sarajevo, 14.04.1990
- Akvareli i crteži, Galerija „D.K.“, Friedrichshafen, 04.-26.04.1998
- Akvareli, Galerija ArtNova, Frankfurt na Majni, 12.10.1996
- Begegnung im Zeichnen der Kunst (Susret u znaku umetnosti), Galerija Kunstarkaden, München, 10.11.2003
- Bild und Klang (Slika i zvuk), Izložbeni prostor Dritte Dimension, München, 22.10.2011
- Traumwelten (Svetovi snova), Izložbeni prostor Generalnog konzulata Republike Srbije, München, 12.05.2012
- Mondes de rêve (Svetovi snova), Centre culturel de Serbie, Paris, 25.06.2012
- Vernissage & Buchlesung, Bürgerhaus Ronneburg, Frankfurt am Main, 22.09.2012

## Spoljašnje veze
- Dela Aleksandra Obradovića
- Aleksandar Obradović na OpenLibrary projektu
- web-strana Aleksandra Obradovića